# Leptolalax solus
Espèce
Statut de conservation UICN

 DD  : Données insuffisantes
Leptolalax solus est une espèce d'amphibiens de la famille des Megophryidae.

## Répartition
Cette espèce est endémique de la province de Narathiwat dans l'extrême Sud de la Thaïlande. Sa présence est incertaine en Malaisie.

## Publication originale
- Matsui, 2006 : Three New Species of Leptolalax from Thailand (Amphibia, Anura, Megophryidae). Zoological Science, vol. 23, no 9, p. 821-830 (texte intégral).